# Big Bud 747
O Big Bud 747 ou 16V-747 Big Bud é um largo e alto trator, customizado construído em 1977 por Ron Harmon e a equipe da Northern Manufacturing Company de Havre, Montana, Estados Unidos. Ele é o maior trator do mundo, e é duas vezes maior que o maior trator de produção do mundo dependendo do parâmetro.

## História
O 747 Big Bud foi idealizado originalmente por Wilbur Hensler[carece de fontes?] e construído por Ron Harmon e a equipe da Northern Manufacturing Company, ao custo de US$ 300,000. Ele foi feito para a Rossi Brothers, fazendeiros de algodão de Bakersfield ou Old River, California, onde foi usado por 11 anos, quando foi comprado pela Willowbrook Farms de Indialantic, Flórida; as duas fazendas o utilizaram para aramento de subsolo.
Após um período de desuso, ele foi adquirido em 1997 por Robert and Randy Williams, de Big Sandy, Montana, que fica a 97 km (60,3 mi) de onde ele foi construído. O Big Bud foi usado na fazenda dos irmãos Williams para puxar um cultivador de 24 m (78,7 ft), cobrindo 1,3 acre (0,526 ha) por minuto com a velocidade de 13 km/h (8,08 mph).
A companhia United Tire Company of Canada, que fornecia os pneus personalizados de 2,4 m (7,87 ft) de diâmetro para o Big Bud, faliu no ano 2000, parcialmente contribuindo para a decisão de parar os trabalhos regulares com o Big Bud em julho de 2009, e movê-lo para algum museu.
Então após os seus trabalhos em fazendas, ele foi exposto no Heartland Acres Agribition Center em Independence, Iowa. Em 2014 o Big Bud 747 foi movido para o Heartland Museum em Clarion, Iowa, como um empréstimo indefinido dos Irmãos Williams; o museu construiu um galpão separado para o trator em 2013.